# Bare Kraljske
Bare Kraljske (en serbe cyrillique : Баре Краљске) est un village du centre du Monténégro, dans la municipalité de Kolašin.

## Démographie

### Évolution historique de la population
| 1948 | 1953 | 1961 | 1971 | 1981 | 1991 | 2003 |
| ---- | ---- | ---- | ---- | ---- | ---- | ---- |
| 714  | 640  | 605  | 523  | 463  | 260  | 246  |